# تپه ییلاق چنارستان ۱
تپه ییلاق چنارستان ۱ در واقع شده و این اثر در تاریخ ۲۵ اسفند ۱۳۷۹ با شمارهٔ ثبت ۳۲۲۷ به‌عنوان یکی از آثار ملی ایران به ثبت رسیده است.